# Marcel Arland
Marcel Arland (n. 5 iulie 1899 – d. 12 ianuarie 1986) a fost un prozator și critic literar francez. 
Marcel Arland a fost și codirector al publicației Nouvelle revue française.

## Opera
- 1923: Pământuri străine ("Terres étrangères");
- 1929: Ordinea ("L'Ordre");
- 1931: Eseuri critice ("Essais critiques");
- 1934: Cei vii ("Les Vivants");
- 1941: Antologia poeziei franceze ("Anthologie de la poésie française");
- 1951: Proza franceză ("La prose française");
- 1952: Consolarea unui călător ("La Consolation du voyageur");
- 1962: Noaptea și izvoarele ("La nuit et les sources").